# Secretaria Irma
Irma es un personaje ficticio de la serie de historietas Mortadelo y Filemón, del barcelonés Francisco Ibáñez. Intervino en los años 1987 al 1990.

## Creación
Ibáñez basó la creación del personaje en una guapa secretaria de su editor alemán —hoy fallecida—.  Hizo desaparecer al personaje en 1990 tras su fallecimiento.

## Descripción
Irma es la antítesis de Ofelia: cara bonita y cuerpo voluptuoso, siendo el pelo rubio el único punto en común con la secretaria del "Súper".
Es una mujer dulce e ingenua, pero no duda en imponer respeto a su persona cuando la situación lo requiere.
Suele llevar puesto un vestuario ajustado: camiseta, falda y zapatos de tacón.

### Papel en la serie
Su papel se reduce a ser el ídolo del personal masculino de la T.I.A., principalmente Mortadelo, y rival, después amiga, de Ofelia. Trabaja de secretaria.

## Apariciones
- ¡Terroristas! (1987) —debut—: Irma, miembro de la Sección de Terrorismo de la T.I.A., asumió el rol del "Súper" de informar a Mortadelo y Filemón sobre las misiones y mandarlos a ellas. Con un beso en la mejilla conquistó a Mortadelo.
- El huerto siniestro (1987): Irma fue degradada a secretaria. Aunque el cortejo de Mortadelo pasó a acoso al perseguirla en plena oficina, Irma le seguía el juego y procuraba conciliar a los torpes agentes con la secretaria del "Súper", corroída por los celos. Irma abofeteó a Filemón por error después de que Mortadelo le pellizcara en el trasero. Como curiosidad, tenía un perro llamado "Ofelio".
- El estropicio meteorológico (1987): Más sensual si cabe, coqueteaba abiertamente con Mortadelo, aunque también le paraba los pies cuando era necesario. Ofelia manifestó sus celos al llamarla "lagartona".
- Los sobrinetes (1988): Las gamberradas de Mortadelillo y Filemoncete, los sobrinos de Mortadelo y Filemón, sacaron el lado más cruel de Irma y descargó su ira sobre Mortadelo.
- Los superpoderes (1988): Irma asumió el rol de probadora de inventos del profesor Bacterio y de atracción de Mortadelo y Filemón al llevar el atuendo 48-X (un bikini), urdido por el "Súper", para que éstos, al quedarse con la boca abierta, probaran las pastillas del científico sin resistencia. Filemón se fijó en ella, la cual le parará los pies en más de una ocasión.
- Las tacillas volantes (1988): Irma se quedó sorprendida cuando una poseída Ofelia se llevó su máquina de escribir. Bajo la influencia de un malvado extraterrestre utilizó sus dotes de persuasión para perjudicar al personal de la T.I.A., siendo Mortadelo, Filemón, el "Súper", Bacterio y Tonelájez sus víctimas. Junto a Filemón y el "Súper" salió en persecución de Mortadelo por su torpeza.
- La cochinadita nuclear (1988): Irma, tras aceptar de buena gana un galanteo de Mortadelo, se limpió sus zapatos llenos de barro en el chal de Ofelia sin saberlo, lo que provocó que esta última se enfadara y persiguiera a Mortadelo.
- Armas con bicho (1988): Irma se mostró desdeñosa con Mortadelo, lo que inició el distanciamiento entre los dos. Ofelia seguía celosa y pretendió chinchar a Irma con un nuevo peinado.
- El candidato (1989): Irma se regocijó de una noticia del periódico en la que salen el "Súper" y Ofelia y fue víctima de la ira de esta última al deshacerle sin querer de un bonito collar.
- La maldición gitana (1989): Irma propuso a Filemón ser su pareja en un baile, pero tuvo un accidente con este debido a que estaba bajo los efectos de un invento de Bacterio.
- El ansia de poder (1989): Irma pugnó con sus compañeros por el puesto de director general que el titular iba a dejar vacante por jubilación. En una primera ocasión estuvo a punto de ser nombrada sucesora del director general, pero lo impidió Ofelia. Hubo una segunda ocasión, por la ineptitud de Mortadelo y Filemón, que a punto estuvo de conseguirlo de no ser por sus fobias. Lo intentó una tercera vez con un regalo, pero Mortadelo y Filemón lo frustraron al darle el cambiazo y acabó malparada. Quedó frustrada al escapársele el cargo y, junto al "Súper", Bacterio y Ofelia —que también intentaron lo mismo que Irma y fueron víctimas del cambiazo de los agentes—, los persiguió.
- Va la T.I.A. y se pone al día (1989): Aquí Irma le comentó a Ofelia que estaba harta de los pellizcos de Mortadelo, con lo que empezó a forjarse la amistad entre las dos.
- El profeta Jeremías (1989): Irma comentó a Mortadelo y Filemón el nuevo método de adelgazamiento de Ofelia. Más tarde fue a comprar alpiste para su canario e ignoró indolente a Mortadelo. Al final de la aventura, al igual que sus compañeros, se vengó de las profecías de Jeremías.
- En la corta Cena navideña (1989) Irma fue invitada a la cena de Nochebuena organizada por Ofelia.
- El gran sarao (1990): Irma y Ofelia acabaron estampadas en plena calle después de que les cayera encima el "Súper" por culpa de la afición de Mortadelo a la pirotecnia. Después, Irma le hizo un busto a Ofelia y se lo dejó en la mesa como regalo.
- Los espantajomanes (1990): Irma, sin intención, fue víctima del superbufido de Filemón al pedirle que le soplara el café.
- En la corta Hoy se trata de ligar (1990) Irma escuchó las cuitas de Ofelia, que le habían ofrecido trabajo en otra organización.
- En la corta ¡Inoceeeenteee! (1990) tuvo una breve intervención.
- El atasco de influencias (1990) —retiro—: Irma tuvo la ayuda de Mortadelo para pelar a su perrita "Pava".

## En otros medios de comunicación
El personaje de Irma fue recuperado para la adaptación animada de 1994, cuya voz prestó Alicia Laorden.
También la recuperó Javier Fesser para la película Mortadelo y Filemón contra Jimmy el "Cachondo" (2014), siendo suya la voz de Athenea Mata.

## Relaciones sociales

### Mortadelo
Al principio Irma coqueteaba con Mortadelo, que la deseaba, pero poco a poco fue poniendo distancia con él hasta el punto de ignorarlo.

### Filemón
La relación de Irma con Filemón fue de simple compañerismo, si bien tuvo que pararle los pies en alguna ocasión cuando el agente se fijó en ella.

### El "Súper"
Irma apenas tuvo relación con el "Súper", aunque la utilizó como cebo de los desastrosos agentes en una ocasión. Ella lo definió como una persona cargante ("pesado"). Desde entonces le ignora.

### Bacterio
Irma tampoco tuvo mucha relación con Bacterio, si bien probó inventos suyos.

### Ofelia
Irma, después de distanciarse de Mortadelo, fue amiga de Ofelia —ésta, al principio, la consideró rival por el corazón de Mortadelo—.

### Otros agentes
Irma era idolatrada por el personal masculino de la casa debido a su belleza.